# Birdy
Жасмін ван ден Богард (англ. Jasmine van den Bogaerde; нар. 15 травня 1996 року), відома під псевдонімим Birdy, — британська співачка, музикант та автор пісень. Її дебютний сингл, кавер-версія пісні «Skinny Love» гурту Bon Iver, стала її особистим проривом, потрапивши у чарти багатьох країн та отримавши 6 разів платиновий статус у Австралії.

## Ранні роки та сім'я
Народилась 15 травня 1996 року у Лімінгтоні, Гемпшир, Велика Британія. У віці 7 років починає вчитись грати на фортепіано, а у 8 років — писати власну музику. Її батьки одружились у 1995 році та мають ще двох дітей: Джейка (1997 р.н.) і Кейтлін (1999 р.н.). Одним із її родичів є актор Дірк Богард. Сім'я Жасмін має англійське, фламандське, бельгійське та голландське коріння.

## Кар'єра

### 2008–12: «Birdy» та початок кар'єри
Сценічне ім'я Жасмін походить від дитячого прізвиська, даного їй батьками. Усі в сім'ї та друзі називають її Birdy і тільки вчителі називали її Жасмін. У 12 років перемогла у конкурсі Open Mic UK одразу у двох категоріях до 18-и років серед 10 000 учасників, виконавши власну композицію «So Be Free» перед аудиторією із 2000 людей.
У 2009 році зіграла на фортепіано наживо для передачі Pianothon радіостанції BBC Radio 3 у Лондоні. У січні 2011 (у 14 років) презентувала кавер-версію пісні «Skinny Love» гурту «Bon Iver». Композиція стала її першою роботою, яка увійшла в UK Singles Chart, досягнувши 17 позиції та була названою «Записом тижня». Дебютну роботу Birdy було додано у ротацію BBC Radio 1. Софі Мюллер стала режисером офіційного відео до цієї пісні. Композиція прозвучала у серіалі Щоденники вампіра (5 травня 2011), телесеріалі «Бути людиною» і була представлена самою Birdy на The Ellen DeGeneres Show. «Skinny Love» досягла 1 позиції у чарті Нідерландів.
7 листопада 2011 року Birdy представила свій дебютний однойменний альбом, який складається із кавер-версій та однієї оригінальної пісні. Платівка досягла № 13 у Великій Британії, № 40 у Ірландії та очолила чарт Нідерландів. 21 грудня 2011 року альбом Birdy отримав золотий статус у Нідерландах (продано більше 25 000 копій), а наступного дня — у Бельгії (продано більше 15 000 копій).
У серпні 2012 платівка очолила чарт Австралії, в той час як її сингли «Skinny Love» і «People Help the People» досягли 2 та 10 позицій відповідно. Спеціальне австралійське видання альбому містить один додатковий кавер на пісню «What You Want» гурту The John Butler trio.
7 серпня 2012 Birdy представила дебютний EP «Live in London».

### 2013–15: Fire Within
Birdy анонсувала реліз другого альбому «Fire Within» на Youtube каналі 10 липня 2013 року. У відео показано фрагменти із запису альбому в студії та прев'ю двох пісень — «Wings» і «No Angel». Перший офіційний сингл «Wings» було представлено 22 липня 2013 року, а наступний «All You Never Say» був відправлений підписникам Birdy та опубліковано в Youtube 15 серпня 2013. Реліз платівки у Великій Британії та ближніх країнах відбувся 23 вересня 2013 року і практично одразу отримав позитивні відгуки. У Північній Америці альбом було представлено 3 червня 2014 року.

### 2016—2021: Beautiful Lies і Young Heart
У січні 2016 Birdy представила композицію «Keeping Your Head Up» — перший сингл із третього альбому Beautiful Lies та анонсувала дату релізу платівки — 25 березня 2016. Другий сингл «Beautiful Lies» було представлено у лютому 2016 року, а третій сингл «Wild Horses» — у березні. 20 квітня 2016 презентовано спеціальне японське видання альбому, яке містить додаткову композицію «Lights».
Говорячи про «Beautiful Lies», пізніше Birdy сказала, що цей альбом — це те, чим вона найбільше гордиться. Вона додала: «Альбом присвячений зростанню та неприйняттю змін. Він про відсутність бажання дорослішати, про обман самого себе. Я пропустила багато моментів дорослішання з родиною, тому він саме про це. Мене також надихнули „Мемуари гейші“, тому в альбомі відчувається азійський стиль і почуття стати сильнішою особистістю».
1 квітня 2016 Birdy виконала кавер на пісню «Adventure of a Lifetime» гурт Coldplay для 3FM. 16 квітня 2016 року співачка випустила на вінілі обмеженим тиражем пісні «Lost It All» і «Take You Everywhere I Go» для Record Store Day. 25 квітня 2016 року Birdy виконала кавер на пісню «Fast Car» Трейсі Чепмен для BBC Radio 1 Live Lounge, а 27 квітня — кавер на пісню «Sorry» Джастіна Бібера на Sirius XM.

## Нагороди та номінації
| Рік  | Нагорода               | Категорія                                                                      | Результат |
| ---- | ---------------------- | ------------------------------------------------------------------------------ | --------- |
| 2012 | Satellite Awards       | Best Original Song (Learn Me Right) — із Mumford & Sons                        | Номінація |
| 2012 | Critics' Choice Awards | Critics' Choice Movie Award for Best Song (Learn Me Right) — із Mumford & Sons | Номінація |
| 2014 | Brit Awards            | British Female Solo Artist                                                     | Номінація |
| 2014 | Премія ЕХО             | Female Solo Artist International                                               | Перемога  |
| 2014 | Los 40 Principales     | Best International New Artist                                                  | Перемога  |
| 2014 | Los 40 Principales     | Best International Album (Fire Within)                                         | Номінація |

## Дискографія

### Студійні альбоми
- Birdy (2011)
- Fire Within (2013)
- Beautiful Lies (2016)
- Young Heart (2021)

### Мініальбоми
- Live in London (2011)
- Live in Paris (2012)
- Birdy — Artist Lounge EP (2013)
- Breathe (2013)